# Мецишевский, Филип Нереуж

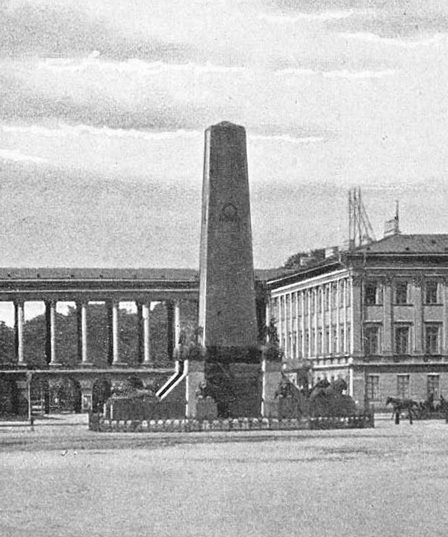
Памятник семи убитым генералам в Варшаве

Филип Нереуж Мецишевский (пол. Filip Nereusz Meciszewski; 9 июля 1786, Краков — 29 ноября 1830, Варшава) — польский полковник, в самом начале Ноябрьского восстания оставшийся верным присяге русскому царю Николаю I и погибший от рук мятежников.

## Биография
Принадлежал к гербу Правдзиц. Учился в Кракове и Вене. По образованию инженер. Убит на Краковском Предместье Варшавы вместе с Маурицием Гауке и Станиславом Трембицким. Был увековечен на Памятнике семи генералам (построен по указанию российских властей в 1841 году, к десятилетию польского восстания. Остальные шестеро увековеченных действительно носили генеральские звания). Награждён орденом Виртути Милитари и другими наградами.
Был женат (жена Józefa Łęska), имел двух сыновей и трёх дочерей.

## Труды
- «Fortyfikacja polowa» (Варшава, 1825)
- «O wojnie tureckiej przez generała Valentini» (Варшава, 1829).